# Arteria cystica

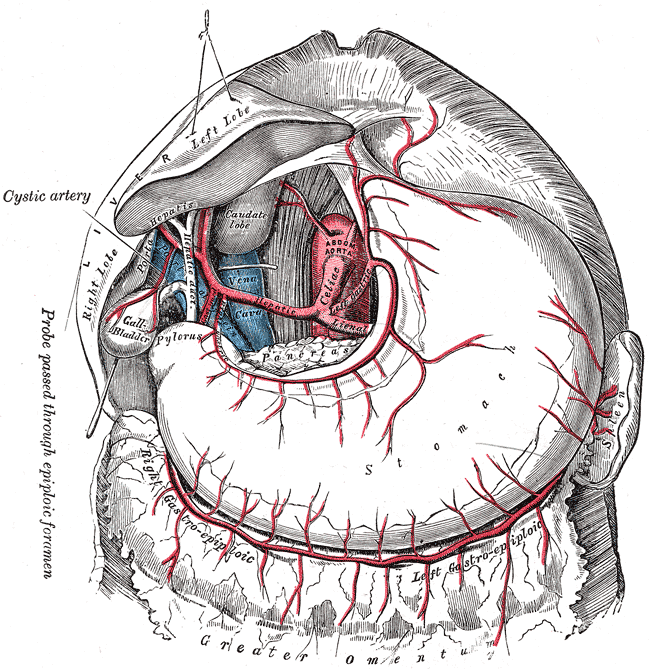
Verzweigung des Truncus coeliacus

Die Arteria cystica oder Gallenblasenarterie ist eine Schlagader der Bauchhöhle im Bereich des Oberbauchs, die die Gallenblase und den ableitenden Gallengang mit Blut versorgt.
Die Arteria cystica entspringt beim Menschen zumeist aus der rechten Leberarterie (Ramus dexter der Arteria hepatica propria), selten aus der linken Leberarterie oder der Arteria gastroduodenalis. Gelegentlich ist das Gefäß paarig. Nach ihrem Ursprung zieht die Arteria cystica oberhalb des Gallenblasengangs und gibt in ihrem Verlauf mehrere Zweige an diesen und den Gallenblasenhals ab. Am Gallenblasenhals teilt sie sich für gewöhnlich in einen oberflächlichen und tiefen Ast.